# Evrovidenie 1994
La prima edizione di Evrovidenie (in russo Евровидение?; lett. "Eurovisione") è stata organizzata dal canale televisivo russo RTR per selezionare il rappresentante nazionale all'Eurovision Song Contest 1994 a Dublino, in Irlanda.
La vincitrice è stata Youddiph con Večnyj strannik.

## Organizzazione
In seguito alla dissoluzione dell'Unione Sovietica, l'emittente Rossija Televidenie i Radio (RTR), la principale emittente radiotelevisiva della Russia, è entrata a far parte dell'Unione europea di radiodiffusione (UER) il 1º gennaio 1993. La nazione ha successivamente pianificato un debutto all'Eurovision Song Contest 1993, ma l'emittente ha poi ritirato la candidatura per motivi sconosciuti.
Il 26 febbraio 1994 RTR ha confermato la partecipazione all'Eurovision Song Contest, annunciando inoltre l'utilizzo di una selezione nazionale, denominata Evrovidenie, per determinare la scelta del primo rappresentante nazionale.
L'evento si è tenuto in un'unica serata presso i Šabolovka Studios di Mosca il 12 marzo 1994, ove il voto di una giuria di esperti composta da diciassette membri, ha selezionato il vincitore.

## Partecipanti
RTR ha aperto la possibilità di inviare proposte per la competizione dal 26 febbraio 1994 fino al successivo 1º marzo, con la condizione che gli artisti partecipanti fossero cittadini russi. Delle 30 canzoni ricevute, una giuria ha quindi selezionato gli 11 finalisti per la finale televisiva.
Due canzoni sono state successivamente escluse prima della competizione: il brano Oj, oj, oj, interpretato da Alëna Apina è stato squalificato poiché l'artista si era precedentemente esibita con tale brano durante uno show sul canale televisivo russo 2x2, mentre Vika Cyganova ha annunciato il suo ritiro dalla competizione dopo l'emittente ha negato all'artista di cambiare il brano per la selezione rispetto a Kogda ja vernus' v Rossiju, quello originariamente selezionato dalla giuria.
| Artista                 | Brano                      | Lingua | Autori                                          |
| ----------------------- | -------------------------- | ------ | ----------------------------------------------- |
| Alëna Apina             | Oj, oj, oj                 | Russo  | Arkadij Ukupnik, Simon Osnašvili                |
| Alisa Mon               | Va-bank                    | Russo  | Alisa Mon                                       |
| Andrej Misin            | Russkaja liričeskaja       | Russo  | Andrej Misin, S. Patrušev                       |
| Elena Kirij             | Devki pesni raspevajut     | Russo  | S. Matvienko                                    |
| Kvartal                 | Prileti ko mne             | Russo  | Artur Liljavin                                  |
| Megapolis               | Puškin                     | Russo  | Oleg Nesterov                                   |
| Nogu Svelo!             | Sibirskaja ljubov'         | Russo  | Maksim Pokrovskij, I. Lanuchin, A. Jakomul'skij |
| Sergej Penkin           | Vspomni                    | Russo  | S. Fedorov                                      |
| Tat'jana Marcinkovskaja | Raspjatie                  | Russo  | S. Stepeleckij, A. Ispol'nov                    |
| Vika Cyganova           | Kogda ja vernus' v Rossiju | Russo  | —                                               |
| Youddiph                | Večnyj strannik            | Russo  | Lev Zemlinskij, Maša "Pilgrim" Kac              |

## Finale
La finale si è tenuta presso i Šabolovka Studios di Mosca ed è stata presentata da Vadim Dolgačev, durante una puntata speciale dello show Programma A.
Durante la serata si sono esibiti come ospiti Alëna Apina con Oj, oj, oj e Vika Cyganova con Kogda ja vernus' v Rossiju.
Youddiph è stata proclamata vincitrice della selezione, avendo ricevuto il maggior numero di consensi da parte della giuria degli esperti.
| # | Artista                 | Titolo                 | Punti | Posizione |
| - | ----------------------- | ---------------------- | ----- | --------- |
| 1 | Megapolis               | Puškin                 | 0     | 8         |
| 2 | Youddiph                | Večnyj strannik        | 9     | 1         |
| 3 | Andrej Misin            | Russkaja liričeskaja   | 4     | 3         |
| 4 | Tat'jana Marcinkovskaja | Raspjatie              | 1     | 5         |
| 5 | Sergej Penkin           | Vspomni                | 1     | 5         |
| 6 | Nogu Svelo!             | Sibirskaja ljubov'     | 7     | 2         |
| 7 | Kvartal                 | Prileti ko mne         | 1     | 5         |
| 8 | Alisa Mon               | Va-bank                | 0     | 8         |
| 9 | Elena Kirij             | Devki pesni raspevajut | 3     | 4         |

## All'Eurovision Song Contest
A differenza delle edizioni precedenti, il regolamento dell'Eurovision Song Contest prevedeva che la lista dei 25 Paesi partecipanti al concorso sarebbe stata composta dal paese vincitore dell'anno precedente nonché la nazione ospitante, l'Irlanda, i primi 18 classificati dell'edizione 1993 e 6 paesi debuttanti al concorso. La Russia era uno dei paesi debuttanti nell'edizione 1994, e quindi ha avuto accesso a partecipare alla manifestazione canora.
Youddiph ha preso parte alle prove tecniche il 20 e il 22 aprile, seguite da tre prove costume tenutesi nel pomeriggio e nella sera del 28 aprile e nel pomeriggio del 29 aprile. La performance russa ha visto Youddiph sul palco con un abito rosso disegnato dallo stilista Pavel Kaplevič, affiancata dai chitarristi Igor' Chomič e Vadim Čebanov. Il direttore d'orchestra al concorso è stato Lev Zemlinskij. Al termine delle votazioni, la Russia è arrivata nona con 70 punti.
L'evento è stato trasmesso su RTR con il commento di Sergej Antipov.
La portavoce dei voti della giuria in finale è stata Irina Klenskaja.

### Punti assegnati alla Russia
| 12                          | 10                           | 8                            | 7            | 6                                          |
| --------------------------- | ---------------------------- | ---------------------------- | ------------ | ------------------------------------------ |
|                             | - Polonia                    |                              |              | - Austria - Germania - Lituania - Ungheria |
| 5                           | 4                            | 3                            | 2            | 1                                          |
| - Paesi Bassi - Regno Unito | - Grecia - Irlanda - Islanda | - Cipro - Norvegia - Romania | - Portogallo | - Croazia - Estonia - Francia              |

### Punti assegnati dalla Russia
| Punti | Stato       |
| ----- | ----------- |
| 12    | Irlanda     |
| 10    | Francia     |
| 8     | Norvegia    |
| 7     | Germania    |
| 6     | Polonia     |
| 5     | Regno Unito |
| 4     | Portogallo  |
| 3     | Ungheria    |
| 2     | Cipro       |
| 1     | Islanda     |